# Promachus gracilis
Promachus gracilis är en tvåvingeart som först beskrevs av Macquart 1838.  Promachus gracilis ingår i släktet Promachus och familjen rovflugor. Inga underarter finns listade i Catalogue of Life.